# Hans Thimig
Hans Emil Thimig (* 23. Juli 1900 in Wien; † 17. Februar 1991 ebenda) war ein österreichischer Schauspieler und Regisseur.

## Leben
Das jüngste Kind des Burgschauspielers Hugo Thimig und seiner Ehefrau Franziska (laut Grabstein: Fanny; geb. Hummel; 1867–1944) spielte ohne Ausbildung als Sechzehnjähriger unter dem Pseudonym Hans Werner am Wiener Volkstheater. Seine um elf bzw. zehn Jahre älteren Geschwister Helene Thimig und Hermann Thimig waren ebenfalls Schauspieler; Helene verwendete zeitweise das Pseudonym Helene Werner.
Von 1918 bis 1924 war er unter seinem richtigen Namen am Burgtheater engagiert und ging dann ans Theater in der Josefstadt, das sein späterer Schwager Max Reinhardt leitete. Dort spielten neben seinem Vater auch bereits seine Geschwister Helene und Hermann, so dass das Theater beim Wiener Publikum damals nur „Thimig-Theater“ genannt wurde. Bald begann er auch Regie zu führen, zunächst am Theater in der Josefstadt, später auch beim Film.
Dem Theater in der Josefstadt blieb Hans Thimig bis 1942 treu. Ihm ist es zu verdanken, dass das Haus die Zeit des Nationalsozialismus relativ „nazirein“ überstand (Propagandaminister Joseph Goebbels: „Ein KZ auf Urlaub“); Hans Thimig gelang es, dass der Direktor des Deutschen Theaters in Berlin, Heinz Hilpert, diese Intendanz zusätzlich übernahm (auch Reinhardt hatte die beiden Häuser gleichzeitig geführt). Als Max Reinhardt 1943 im amerikanischen Exil starb, organisierte Hilpert mit den Brüdern Thimig trotz der Naziherrschaft im Theater in der Josefstadt eine Trauerfeier.
Ende 1944 forderte man Hans Thimig auf, in Berlin einen tendenziösen Film zu drehen. Wien-Film-Produktionsleiter Karl Hartl riet Thimig jedoch, „einfach abzuhauen“, was er dann auch tat. Er zog sich nach Wildalpen in der Steiermark zurück, wo Familie Thimig ein Sommerhaus besaß, und wurde von Karl Hartl gedeckt, der ihn krankmeldete. Nach dem Krieg wurde Hans Thimig für kurze Zeit Bürgermeister von Wildalpen, da er als der einzige Mann im Ort ohne nationalsozialistische Vergangenheit galt.
Er spielte ab 1949 weiter am Burgtheater (dessen Ehrenmitglied er wurde), an der Josefstadt und am Wiener Volkstheater. Er arbeitete auch wieder als Filmregisseur und übernahm 1959 von seiner Schwester Helene (die sich aus Altersgründen zurückzog) die Leitung des renommierten Wiener Max-Reinhardt-Seminars. Die Abteilung für Schauspiel der Akademie für Musik und darstellende Kunst in Wien war zu Ehren des großen österreichischen Regisseurs nach dem Zweiten Weltkrieg umbenannt worden.
1952–1960 trat Thimig in der sehr beliebten „Radiofamilie“, an der anfangs auch Ingeborg Bachmann mitarbeitete, akustisch als Familienvater Hans Floriani auf; seine Ehefrau Vilma spielte seine Schwägerin Vilma Degischer.
Er war zweimal verheiratet, in erster Ehe ab 1929 mit der Schauspielerin Christl Mardayn. 1945 heiratete er Helene Rauch, aus dieser Verbindung stammen die Töchter Heidemarie und Henriette Thimig, die beide ebenfalls Schauspielerinnen wurden.
Hans Thimig starb 1991 im Alter von 90 Jahren in Wien. Er überließ seinen Körper dem Anatomischen Institut der Universität Wien zu wissenschaftlichen Zwecken. Den Toten, die ihren Körper in dieser Form gewidmet haben, sind Gedenkstätten im Wiener Zentralfriedhof gewidmet (hier: Neue Anatomiegräber, Gruppe 26).

## Filmografie (Auswahl)
Stummfilme:
- 1921: Kleider machen Leute
- 1922: Der Taugenichts
- 1922: Der Ausflug in die Seligkeit
- 1922: Märchen aus Alt-Wien
- 1924: Die Sklavenkönigin
- 1924: Der Fluch
- 1925: Liebesgeschichten
- 1927: Die Strecke
- 1928: Eine Frau von Format
- 1928: Dorine und der Zufall
- 1929: Die weiße Nacht
- 1929: Was kostet Liebe?

Tonfilme:
- 1930: Geld auf der Straße
- 1931: Arm wie eine Kirchenmaus
- 1932: Lumpenkavaliere/Wiener Lumpenkavaliere
- 1932: Sehnsucht 202
- 1933: Frühlingsstimmen
- 1934: Jede Frau hat ein Geheimnis
- 1935: Tanzmusik
- 1935: Der Postillon von Lonjumeau
- 1937: Die glücklichste Ehe der Welt
- 1937: Ich möcht’ so gern mit Dir allein sein (Millionäre)
- 1941: So gefällst du mir (Co-Regie)
- 1941: Brüderlein fein (Regie/Co-Drehbuch)
- 1943: Die kluge Marianne (Regie/Co-Drehbuch)
- 1943: Die goldene Fessel (Regie)
- 1944/47: Umwege zu Dir (Regie/Co-Drehbuch)
- 1944/49: Wie ein Dieb in der Nacht (Regie)
- 1948: Gottes Engel sind überall (Regie)
- 1948: Maresi (Regie)
- 1951: Der schweigende Mund
- 1951: Frühlingsstimmen (Regie)
- 1953: Franz Schubert – Ein Leben in zwei Sätzen
- 1954: Wenn du noch eine Mutter hast (Das Licht der Liebe)
- 1954: Mädchenjahre einer Königin
- 1955: Seine Tochter ist der Peter
- 1955: Um Thron und Liebe
- 1956: …und wer küßt mich? (Ein Herz und eine Seele)
- 1957: Einen Jux will er sich machen
- 1957: Meine schöne Mama
- 1958: Sebastian Kneipp – Ein großes Leben
- 1958: Der Priester und das Mädchen
- 1959: Meine Tochter Patricia
- 1959: Ich heirate Herrn Direktor
- 1960: Der brave Soldat Schwejk
- 1960: Das große Wunschkonzert
- 1960: Schlußakkord
- 1961: Mann im Schatten
- 1964: Der Nachfolger
- 1965: Heidi
- 1970: Das Kamel geht durch das Nadelöhr
- 1976: Die Standarte
- 1979: Wunder einer Nacht

## Auszeichnungen
- 1981 Ehrenring der Stadt Wien